# Telchius barbarus
Telchius barbarus är en spindelart som beskrevs av Simon 1893. Telchius barbarus ingår i släktet Telchius och familjen dansspindlar.
Artens utbredningsområde är Algeriet. Inga underarter finns listade i Catalogue of Life.